# Бецешти (Њамц)
Бецешти (рум. Bețești) насеље је у Румунији у округу Њамц у општини Редиу. Oпштина се налази на надморској висини од 235 m.

## Становништво
Према подацима из 2002. године у насељу је живело 763 становника, од којих су сви румунске националности.